# Paul Poon
Paul Poon Tak-Chun (chiń. 潘德俊; ur. 12 marca 1971 w Hongkongu) – hongkoński kierowca wyścigowy.

## Kariera
Poon rozpoczął karierę w wyścigach samochodowych w 2000 roku od startów w dywizji 1 Asian Touring Car Championship, gdzie jednak nie zdobywał punktów. W późniejszych latach Hongkończyk pojawiał się także w stawce World Touring Car Championship, Asian GT Series oraz Renault Clio Cup China.
W World Touring Car Championship Hongkończyk został zgłoszony do rundy w Makau w sezonie 2005, jednak nie zakwalifikował się do żadnego wyścigu.